# Accident de circulation de Bridget Driscoll
L'accident de circulation de Bridget Driscoll est un sinistre accident automobile survenu à Londres le 17 août 1896. Il s'agit de la première mort d'un piéton au Royaume-Uni et du premier accident automobile mortel en Grande-Bretagne. La victime, Bridget Driscoll, âgée de 45 ans, est morte sur le coup, percutée par une voiture en déplacement.
L'accident s'est produit plusieurs années après celui qui s'est produit en Irlande, où la scientifique Mary Ward a été écrasée en 1869 par la machine à vapeur expérimentale construite par son cousin William Parsons.

## Déroulement de l'accident
Alors que Bridgett Driscoll traversait la Dolphin Terrace du Crystal Palace, dans le quartier Croydon de Londres, avec sa fille May et son amie Elizabeth Murphy, elle est renversée par une automobile modèle Roger-Benz appartenant à la société Anglo-French Motor Carriage Company, qui était en train de réaliser une démonstration de conduite. Un témoin décrit l'allure de la voiture comme « terrible, aussi rapide qu'un bon cheval au galop » et la femme « désorientée à la vue de l'auto, immobilisée par la peur » bien que le conducteur ait hurlé de s'écarter en actionnant le klaxon.
L'accident s'est produit quelques semaines après qu'un acte du parlement (une loi) n'augmente les limites de vitesse à 23 km/h en remplacement de 3 km/h en ville et de 6 km/h dans les zones interurbaines.

## Conséquences
Le véhicule fractura le crâne de la victime, laquelle mourut sur le coup. Le tribunal conclut à la « mort accidentelle » après une enquête qui a duré six heures et ne donna suite à aucune condamnation. Le médecin légiste, Percy Morrison, après avoir constaté la cause du décès, déclara qu'il espérait que « ce serait la dernière mort dans ce type d'accident ».

## Crédit de traduction
- (it) Cet article est partiellement ou en totalité issu de l’article de Wikipédia en italien intitulé « Incidente stradale di Bridget Driscoll » (voir la liste des auteurs).